# Mehovine
Mehovine (en serbe cyrillique : Меховине) est un village de Serbie situé dans la municipalité de Vladimirci, district de Mačva. Au recensement de 2011, il comptait 541 habitants.

## Démographie

### Évolution historique de la population
| 1948 | 1953 | 1961 | 1971 | 1981 | 1991 | 2002 | 2011 |
| ---- | ---- | ---- | ---- | ---- | ---- | ---- | ---- |
| 892  | 898  | 793  | 717  | 692  | 663  | 615  | 541  |

|  |